# Hans Beck (danseur)
Pour les articles homonymes, voir Hans Beck et Beck.
Hans Beck (Haderslev, 31 mai 1861 - Copenhague, 10 juin 1952) est un danseur, chorégraphe et maître de ballet danois.

## Biographie
Élève d'Auguste Bournonville, Hans Beck devient premier danseur du Ballet royal danois en 1881, puis directeur de 1894 à 1915.
Brillant interprète, il est considéré comme le meilleur danseur masculin de son époque, notamment dans ses interprétations de James dans La Sylphide et de Junker Ove dans Un conte populaire.
C'est également lui qui a fixé les danses du ballet de Bournonville Napoli ou le Pêcheur et sa femme (1842).